# کوه بارباس
کوه بارباس (به لاتین: Mount Barbas) یک کوه در یونان است که در Achaea, Greece واقع شده‌است. کوه بارباس ۱٬۶۱۳ متر بالاتر از سطح دریا واقع شده‌است.